# Gran Premio degli Stati Uniti d'America-Est 1979
Il Gran Premio degli Stati Uniti d'America-Est 1979 è stata la quindicesima, e ultima, prova della stagione 1979 del Campionato mondiale di Formula 1. Si è corsa domenica 7 ottobre 1979 sul Circuito di Watkins Glen. La gara è stata vinta dal canadese Gilles Villeneuve su Ferrari; per il vincitore si trattò del quarto successo nel mondiale. Ha preceduto sul traguardo i francesi René Arnoux su Renault e Didier Pironi su Tyrrell-Ford Cosworth. Inoltre è stata l'ultima gara per Jacky Ickx, Hans-Joachim Stuck e, tra i team, per la Wolf.

## Vigilia

### Sviluppi futuri
Jody Scheckter, a capo dell'associazione dei piloti, annunciò la volontà degli stessi di chiedere la gestione tecnica dalle gare, in alternativa al potere di FISA e FOCA.

### Aspetti tecnici
La Wolf impiegò la WR8/9.

### Aspetti sportivi
La partenza della gara, prevista inizialmente per le 14:35, venne anticipata di mezz'ora per evitare che vi fosse la sovrapposizione con la visita di Papa Giovanni Paolo II a Washington.
La Brabham confermò l'impiego, anche per questo gran premio, dell'argentino Ricardo Zunino. Era stata anche ventilata la possibilità che la casa inglese potesse far debuttare Alain Prost, pilota francese vincitore della F3 francese ed europea della stagione. Anche la McLaren aveva anche proposto al francese la sua vettura, ma Prost aveva declinato l'offerta, ritenendo che un debutto prematuro sarebbe stato un errore, a causa della mancanza di preparazione specifica.
Il gran premio venne definito degli Stati Uniti-Est, per distinguerlo da quello corso a Long Beach, in aprile, anche se il suo nome ufficiale era United States Grand Prix. A differenza del gran premio precedente tutte le 30 vetture iscritte vennero fatte partecipare alla gara, senza nessuna necessità di effettuare prequalifiche, come era stato prospettato in Canada.
Nelle due ore di prove libere concesse dagli organizzatori al giovedì, il miglior tempo venne fatto da Alan Jones su Williams in 1'36"6, davanti a Jean-Pierre Jabouille, staccato di 4 decimi.

## Qualifiche

### Resoconto
Al venerdì il circuito fu colpito da una fortissima pioggia. Solo poche vetture testarono il tracciato, e ancora meno tentarono di fare un giro per segnare un tempo da qualifica. Dei sei che cercarono di marcare un tempo significativo, Gilles Villeneuve fu il più rapido con oltre nove secondi di vantaggio sul secondo, Jody Scheckter. Villeneuve chiuse infatti in 2'01"437, contro il 2'11"089 del suo compagno di scuderia.
Il sabato iniziò col sole; Alan Jones fu in testa alla classifica dei migliori tempi con la sua Williams per l'intera sessione, sempre nel tentativo di migliorare l'assetto della sua monoposto. L'australiano conquistò la pole con un vantaggio di 1"3 secondi sulla Brabham di Nelson Piquet, che fu comunque capace di ottenere la prima fila alla sua prima apparizione sul circuito di Watkins Glen, e bruciando Gilles Villeneuve solo negli ultimi munti.
Il nuovo campione del mondo, Jody Scheckter, scontò dei problemi col motore e trovò traffico nei suoi giri migliori tanto da terminare solo sedicesimo, peggio di lui anche l'ex campione del mondo, Mario Andretti, diciassettesimo.

### Risultati
Nella sessione di qualifica si è avuta questa situazione:
| Pos | Nº | Pilota                | Costruttore              | Tempo    | Griglia |
| --- | -- | --------------------- | ------------------------ | -------- | ------- |
| 1   | 27 | Alan Jones            | Williams-Ford Cosworth   | 1'35"615 | 1       |
| 2   | 6  | Nelson Piquet         | Brabham-Ford Cosworth    | 1'36"914 | 2       |
| 3   | 12 | Gilles Villeneuve     | Ferrari                  | 1'36"948 | 3       |
| 4   | 26 | Jacques Laffite       | Ligier-Ford Cosworth     | 1'37"066 | 4       |
| 5   | 28 | Clay Regazzoni        | Williams-Ford Cosworth   | 1'37"128 | 5       |
| 6   | 2  | Carlos Reutemann      | Lotus-Ford Cosworth      | 1'37"872 | 6       |
| 7   | 16 | René Arnoux           | Renault                  | 1'38"195 | 7       |
| 8   | 15 | Jean-Pierre Jabouille | Renault                  | 1'38"218 | 8       |
| 9   | 5  | Ricardo Zunino        | Brabham-Ford Cosworth    | 1'38"509 | 9       |
| 10  | 3  | Didier Pironi         | Tyrrell-Ford Cosworth    | 1'38"823 | 10      |
| 11  | 4  | Jean-Pierre Jarier    | Tyrrell-Ford Cosworth    | 1'38"945 | 11      |
| 12  | 20 | Keke Rosberg          | Wolf-Ford Cosworth       | 1'39"035 | 12      |
| 13  | 7  | John Watson           | McLaren-Ford Cosworth    | 1'39"233 | 13      |
| 14  | 9  | Hans-Joachim Stuck    | ATS-Ford Cosworth        | 1'39"329 | 14      |
| 15  | 33 | Derek Daly            | Tyrrell-Ford Cosworth    | 1'39"468 | 15      |
| 16  | 11 | Jody Scheckter        | Ferrari                  | 1'39"576 | 16      |
| 17  | 1  | Mario Andretti        | Lotus-Ford Cosworth      | 1'40"144 | 17      |
| 18  | 35 | Bruno Giacomelli      | Alfa Romeo               | 1'40"277 | 18      |
| 19  | 29 | Riccardo Patrese      | Arrows-Ford Cosworth     | 1'40"337 | 19      |
| 20  | 18 | Elio De Angelis       | Shadow-Ford Cosworth     | 1'40"625 | 20      |
| 21  | 22 | Marc Surer            | Ensign-Ford Cosworth     | 1'40"635 | 21      |
| 22  | 8  | Patrick Tambay        | McLaren-Ford Cosworth    | 1'40"731 | 22      |
| 23  | 14 | Emerson Fittipaldi    | Fittipaldi-Ford Cosworth | 1'40"741 | 23      |
| 24  | 25 | Jacky Ickx            | Ligier-Ford Cosworth     | 1'40"745 | 24      |
| NQ  | 36 | Vittorio Brambilla    | Alfa Romeo               | 1'40"789 | NQ      |
| NQ  | 30 | Jochen Mass           | Arrows-Ford Cosworth     | 1'40"824 | NQ      |
| NQ  | 17 | Jan Lammers           | Shadow-Ford Cosworth     | 1'42"088 | NQ      |
| NQ  | 31 | Héctor Rebaque        | Rebaque-Ford Cosworth    | 1'43"060 | NQ      |
| NQ  | 19 | Alex-Dias Ribeiro     | Fittipaldi-Ford Cosworth | 1'45"183 | NQ      |
| NQ  | 24 | Arturo Merzario       | Merzario-Ford Cosworth   | 1'49"318 | NQ      |

## Gara

### Resoconto
La pioggia arrivò venti minuti prima della partenza costringendo i piloti a montare gomme da bagnato. Solo due conduttori scelsero di rimanere con le gomme da asciutto: Mario Andretti, che così tentava di risalire dal fondo del gruppo, e Nelson Piquet.
Alla partenza il brasiliano scivolò dietro in classifica a causa della sbagliata scelta delle coperture. La testa venne prese da Gilles Villeneuve, davanti ad Alan Jones; Jody Scheckter, che partiva in ottava fila, scelse una traiettoria esterna alla prima curva per evitare collisioni, ma uscì di pista, rientrando in fondo al gruppo. Keke Rosberg andò in testacoda, e costrinse Bruno Giacomelli a uscire di tracciato e a ritirarsi per un guasto allo sterzo.
Al termine del primo giro, la classifica vedeva in testa Villeneuve, poi Jones, Carlos Reutemann, Jacques Laffite, Jean-Pierre Jabouille, Clay Regazzoni, René Arnoux, Didier Pironi, John Watson e Jean-Pierre Jarier. Dopo due giri Villeneuve aveva già 5 secondi di margine su Jones. Nei primi giri Regazzoni passò sia Jabouille che Laffite, che a sua volta venne passato anche dal pilota della Renault.
Al terzo giro, Jacky Ickx, che aveva portato la sua Ligier dalla ventiquattresima alla dodicesima posizione, tallonava Derek Daly, lo raggiunse alla curva prima dell'entrata ai box, ma lo colpì al posteriore, uscendo di pista. Il suo compagno di scuderia Jacques Laffite, che era quinto, andò in testacoda il giro seguente nello stesso punto.
Anche Reutemann abbandonò al settimo giro, quando era terzo, per un guasto all'unità per l'estinzione degli incendi, che cadde nell'abitacolo e lo ostacolò sulla pedaliera. Sull'altra Lotus, Mario Andretti decise di fermarsi per montare le gomme da bagnato, visto il persistere della pioggia. Ripartì ventesimo ma si ritirò poco dopo col cambio bloccato in quarta marcia.
Jody Scheckter era autore nel frattempo di una lunga rimonta: tredicesimo al secondo giro, si trovò nono un giro dopo, sesto al giro 6 e addirittura quarto dopo solo sette giri. La classifica vedeva perciò, dietro a Villeneuve, Jones, Regazzoni e Scheckter, il duo della Renault Jean-Pierre Jabouille-René Arnoux, seguito dalle tre Tyrrell di Jarier, Pironi e Daly. Al 13º giro Scheckter ebbe la meglio anche su Regazzoni, conquistando il terzo posto. Al giro 18 Jarier fu costretto, da un incidente, al ritiro. Nel giro 20 Rosberg riprese Pironi, che era ottavo, e cercò di passarlo all'interno. Non potendo tenere la traiettoria colpì la Tyrrell. Pironi fu comunque in grado di proseguire, pur perdendo una posizione a favore di Hans-Joachim Stuck, mentre Rosberg tornò ai box per ritirarsi col cambio guasto.

Il gap tra Villeneuve e Jones varia, mentre Regazzoni è poco dietro. Quando la pioggia diventa più insistente, le Michelin montate sulle Ferrari dimostrano una migliore performance; mentre su pista con umidità intermedia le prestazioni migliori erano delle Goodyear montate sulla Williams. Al ventesimo giro, Scheckter, ora rinvenuto al terzo posto da una pessima partenza, va ai box per mettere le slick, così come Regazzoni. Scheckter più tardi affermò che era ancora presto per il cambio, tanto che la vettura scivolava sul rettilineo, ma il confronto coi tempi di Villeneuve spinse la Ferrari a montare le slick sulla vettura di Scheckter!

Dopo i cambi gomma, dietro a Villeneuve e Jones, si pose così Jean-Pierre Jabouille, seguito da René Arnoux, poi Daly, Scheckter, Regazzoni e Stuck. Jabouille abbandonò al giro 24 per un guasto meccanico.
All'inizio del giro 25, la maggior parte delle monoposto montava gomme slick, visto che la pioggia era ormai cessata, tranne i tre battistrada, Villeneuve, Jones e Arnoux. Al giro 29 Regazzoni si ritirò per incidente. Il circuito continuava a asciugarsi e Alan Jones riuscì ad avvicinarsi a Villeneuve, che guidava con due secondi di margine sull'australiano. Al trentunesimo giro, Jones passò a condurre. In soli due giri, l'australiano guadagnò 3,1 secondi. Villeneuve tornò al box per montare le slick al trentaquattresimo giro 34: il canadese impiegò solo 18"78 per l'operazione.

Il box Williams si preparò per cambiare le coperture a Jones al 37º giro. Dopo molte difficoltà nel rimuovere la anteriore destra, sembrò che tutto fosse andato per il meglio, e il capo meccanico, davanti alla vettura, fece segno ai meccanici di allontanarsi dalla vettura pronta per partire. Allora il meccanico alla posteriore destra gridò che ancora non aveva finito l'operazione, ma la vettura uscì lo stesso dai box. All'inizio del rettilineo di ritorno, la vettura perse la ruota, Jones uscì di pista, con l'animo alquanto arrabbiato.

Col ritiro del pilota della Williams Gilles Villeneuve si trovava al comando, con quasi un giro di vantaggio sul compagno di scuderia Jody Scheckter. Terzo era Arnoux che perse in pochi giri due posizioni fino a quando fu richiamato per cambiare le gomme. Rientrato in pista il francese fu capace di riguadagnare il terzo posto, davanti a Daly e Pironi, in soli due giri. Sesto era Hans-Joachim Stuck, davanti a Elio De Angelis e John Watson. Al giro 45 De Angelis entrò in zona punti passando Stuck.
Al giro 48, Scheckter temette che la vettura aveva uno pneumatico forato. Decise di fare ancora un giro per valutare la situazione, ma fu costretto al ritiro a causa del dechappamento della gomma; solo 9 vetture erano ancora in corsa. Derek Daly, quarto, andò in testacoda mentre Piquet, dopo aver segnato il primo gpv della carriera, quando era all'inseguimento di John Watson, fu costretto al ritiro per un guasto alle sospensioni, a cinque tornate dal termine.
Villeneuve rallentò vistosamente, tanto da consentire a Elio De Angelis e Hans-Joachim Stuck di sdoppiarsi, ma fu capace di vincere con 48 secondi di margine su Arnoux, terzo era Pironi. La Shadow ottenne con Elio De Angelis i primi punti dell'anno, e gli ultimi in assoluto (primi punti iridati anche per il pilota romano), così come la ATS che colse i primi punti come costruttore (aveva ottenuto dei punti con Jarier ma facendo correre una Penske) grazie a Hans-Joachim Stuck.

### Risultati
I risultati del gran premio furono i seguenti:
| Pos | No | Pilota                | Costruttore              | Giri | Tempo/Ritiro | Pos. Griglia | Punti |
| --- | -- | --------------------- | ------------------------ | ---- | ------------ | ------------ | ----- |
| 1   | 12 | Gilles Villeneuve     | Ferrari                  | 59   | 1h52'17"734  | 3            | 9     |
| 2   | 16 | René Arnoux           | Renault                  | 59   | +48"787      | 7            | 6     |
| 3   | 3  | Didier Pironi         | Tyrrell-Ford Cosworth    | 59   | +53"199      | 10           | 4     |
| 4   | 18 | Elio De Angelis       | Shadow-Ford Cosworth     | 59   | +1'30"512    | 20           | 3     |
| 5   | 9  | Hans-Joachim Stuck    | ATS-Ford Cosworth        | 59   | +1'41"259    | 14           | 2     |
| 6   | 7  | John Watson           | McLaren-Ford Cosworth    | 58   | +1 giro      | 13           | 1     |
| 7   | 14 | Emerson Fittipaldi    | Fittipaldi-Ford Cosworth | 54   | +5 giri      | 23           |       |
| Rit | 6  | Nelson Piquet         | Brabham-Ford Cosworth    | 53   | Trasmissione | 2            |       |
| Rit | 33 | Derek Daly            | Tyrrell-Ford Cosworth    | 52   | Testacoda    | 15           |       |
| Rit | 11 | Jody Scheckter        | Ferrari                  | 48   | Gomma        | 16           |       |
| Rit | 29 | Riccardo Patrese      | Arrows-Ford Cosworth     | 44   | Sospensione  | 19           |       |
| Rit | 27 | Alan Jones            | Williams-Ford Cosworth   | 36   | Ruota        | 1            |       |
| Rit | 22 | Marc Surer            | Ensign-Ford Cosworth     | 32   | Motore       | 21           |       |
| Rit | 28 | Clay Regazzoni        | Williams-Ford Cosworth   | 29   | Incidente    | 5            |       |
| Rit | 5  | Ricardo Zunino        | Brabham-Ford Cosworth    | 25   | Testacoda    | 9            |       |
| Rit | 15 | Jean-Pierre Jabouille | Renault                  | 24   | Motore       | 8            |       |
| Rit | 20 | Keke Rosberg          | Wolf-Ford Cosworth       | 20   | Incidente    | 12           |       |
| Rit | 8  | Patrick Tambay        | McLaren-Ford Cosworth    | 20   | Motore       | 22           |       |
| Rit | 4  | Jean-Pierre Jarier    | Tyrrell-Ford Cosworth    | 18   | Incidente    | 11           |       |
| Rit | 1  | Mario Andretti        | Lotus-Ford Cosworth      | 16   | Cambio       | 17           |       |
| Rit | 2  | Carlos Reutemann      | Lotus-Ford Cosworth      | 6    | Testacoda    | 6            |       |
| Rit | 26 | Jacques Laffite       | Ligier-Ford Cosworth     | 3    | Testacoda    | 4            |       |
| Rit | 25 | Jacky Ickx            | Ligier-Ford Cosworth     | 2    | Testacoda    | 24           |       |
| Rit | 35 | Bruno Giacomelli      | Alfa Romeo               | 0    | Testacoda    | 18           |       |
| NQ  | 36 | Vittorio Brambilla    | Alfa Romeo               |      |              |              |       |
| NQ  | 30 | Jochen Mass           | Arrows-Ford Cosworth     |      |              |              |       |
| NQ  | 17 | Jan Lammers           | Shadow-Ford Cosworth     |      |              |              |       |
| NQ  | 31 | Héctor Rebaque        | Rebaque-Ford Cosworth    |      |              |              |       |
| NQ  | 19 | Alex-Dias Ribeiro     | Fittipaldi-Ford Cosworth |      |              |              |       |
| NQ  | 24 | Arturo Merzario       | Merzario-Ford Cosworth   |      |              |              |       |

## Classifiche

### Piloti
| Pos. | Pilota                | Punti |
| ---- | --------------------- | ----- |
| 1    | Jody Scheckter        | 51    |
| 2    | Gilles Villeneuve     | 47    |
| 3    | Alan Jones            | 40    |
| 4    | Jacques Laffite       | 36    |
| 5    | Clay Regazzoni        | 29    |
| 6    | Carlos Reutemann      | 20    |
| 7    | Patrick Depailler     | 20    |
| 8    | René Arnoux           | 17    |
| 9    | John Watson           | 15    |
| 10   | Didier Pironi         | 14    |
| 11   | Jean-Pierre Jarier    | 14    |
| 12   | Mario Andretti        | 14    |
| 13   | Jean-Pierre Jabouille | 8     |
| 14   | Niki Lauda            | 4     |
| 15   | Elio De Angelis       | 3     |
| =    | Nelson Piquet         | 3     |
| 17   | Jacky Ickx            | 3     |
| 18   | Jochen Mass           | 3     |
| 19   | Riccardo Patrese      | 2     |
| =    | Hans-Joachim Stuck    | 2     |
| 21   | Emerson Fittipaldi    | 1     |

### Costruttori
| Pos. | Team                     | Punti |
| ---- | ------------------------ | ----- |
| 1    | Ferrari                  | 113   |
| 2    | Williams-Ford Cosworth   | 75    |
| 3    | Ligier-Ford Cosworth     | 61    |
| 4    | Lotus-Ford Cosworth      | 39    |
| 5    | Tyrrell-Ford Cosworth    | 28    |
| 6    | Renault                  | 26    |
| 7    | McLaren-Ford Cosworth    | 15    |
| 8    | Brabham-Alfa Romeo       | 7     |
| 9    | Arrows-Ford Cosworth     | 5     |
| 10   | Shadow-Ford Cosworth     | 3     |
| 11   | ATS-Ford Cosworth        | 2     |
| 12   | Fittipaldi-Ford Cosworth | 1     |